# أورلاندو بيسانيا دي كارفايو
أورلاندو بيسانيا دي كارفايو (بالبرتغالية: Orlando Peçanha de Carvalho) (مواليد 20 سبتمبر 1935) هو لاعب كرة قدم. يلعب مع منتخب البرازيل لكرة القدم. سبق له أن لعب في كأس العالم لكرة القدم مع منتخب بلاده.

## روابط خارجية
- أورلاندو بيسانيا دي كارفايو على موقع الاتحاد الدولي (مؤرشف)  (الإنجليزية)
- أورلاندو بيسانيا دي كارفايو على موقع قاعدة بيانات كرة القدم.إي يو (الإنجليزية)
- أورلاندو بيسانيا دي كارفايو على موقع ناشيونال فوتبول تيمز (الإنجليزية)